# Glaucidium
Glaucidium é um gênero de coruja da família Strigidae. Popularmente são chamadas de caburés ou mochos.

## Taxonomia
O gênero Glaucidium é parafilético em relação ao Surnia.
O número de espécies do gênero Glaucidium varia conforme os autores: Sibley e Monroe (1990, 1993) 24; Howard e Moore (2003) 26; Konig Owls of the World 34, Bird Life International/IUCN (2012) 28, Congresso Ornitológico Internacional (2013) 29.
- Glaucidium passerinum (Linnaeus, 1758)
- Glaucidium brodiei (Burton, 1836)
- Glaucidium perlatum (Vieillot, 1817)
- Glaucidium californicum Sclater, 1857
- Glaucidium gnoma Wagler, 1832
- Glaucidium hoskinsii(a) Brewster, 1888
- Glaucidium cobanense(b) Sharpe, 1875
- Glaucidium costaricanum (Kelso, 1938)
- Glaucidium jardinii (Bonaparte, 1855)
- Glaucidium nubicola (Robbins e Stiles, 1999)
- Glaucidium bolivianum (Koenig, 1991)
- Glaucidium palmarum (Nelson, 1901)
- Glaucidium sanchezi (Lowery e Newman, 1949)
- Glaucidium mooreorum Silva, Coelho & Gonzaga, 2002
- Glaucidium griseiceps (Sharpe, 1875)
- Glaucidium parkeri (Robbins e Howell, 1995)
- Glaucidium hardyi (Vielliard, 1989)
- Glaucidium minutissimum (Wied-Neuwied, 1830)
- Glaucidium brasilianum (Gmelin, 1788)
- Glaucidium tucumanum(c) Chapman, 1922
- Glaucidium peruanum (Koenig, 1991)
- Glaucidium nanum (King, 1827)
- Glaucidium siju (Orbigny, 1839)
- Glaucidium tephronotum (Sharpe, 1875)
- Glaucidium sjostedti (Reichenow, 1893)
- Glaucidium cuculoides (Vigors, 1831)
- Glaucidium castanopterum (Horsfield, 1821)
- Glaucidium radiatum (Tickell, 1833)
- Glaucidium castanonotum (Blyth, 1852)
- Glaucidium capense (A. Smith, 1834)
- Glaucidium castaneum(d) (Reichenow, 1893)
- Glaucidium albertinum (Prigogine, 1983)

Outras espécies foram reconhecidas como distintas por Sibley & Monroe (1990;1993), Glaucidium ridgwayi (Sharpe, 1875), Glaucidium ngamiense (Roberts, 1932) e Glaucidium scheffleri (Neumann, 1911).